# Lutterbek
Lutterbek település Németországban, Schleswig-Holstein tartományban. Lakosainak száma 328 fő (2023. december 31.).

## Népesség
A település népességének változása:
| Lakosok száma | 296  | 374  | 366  | 356  | 338  | 333  | 328  |
|               | 1975 | 2014 | 2017 | 2019 | 2021 | 2022 | 2023 |